# ناهير بيسارا
ناهير بيسارا (بالسويدية: Nahir Besara) (25 فبراير 1991 بسودرتاليا في السويد - ) هو لاعب كرة قدم سويدي في مركز الوسط و لعب سابقاً في نادي الفيحاء ونادي حتا.<ref>

## وصلات خارجية
- ناهير بيسارا على موقع اتحاد السويد (السويدية)
- ناهير بيسارا على موقع اتحاد تركيا (لاعب) (الإنجليزية)
- ناهير بيسارا على موقع قاعدة بيانات كرة القدم.إي يو (الإنجليزية)
- ناهير بيسارا على موقع Soccerway.com (الإنجليزية)
- ناهير بيسارا على موقع عالم كرة القدم.نت (الإنجليزية)